# Mălăiești (Grigoriopol)
Mălăiești (in russo Малаешты)  è una città della Moldavia controllato dalla autoproclamata repubblica di Transnistria. È compreso nel distretto di Grigoriopol

## Località
Il comune è formato dall'insieme delle seguenti località:
- Mălăiești (Малаешты)
- Cernița (Черница)